# Vierburg
Vierburg ist eine Siedlung in der Stadt Bützow im Landkreis Rostock in Mecklenburg-Vorpommern. 

## Geografie und Verkehrsanbindung
Vierburg liegt südlich der Kernstadt Bützow an der Landesstraße L 141 im 350 ha großen Landschaftsschutzgebiet Vierburg-Waldung (siehe Liste der Landschaftsschutzgebiete in Mecklenburg-Vorpommern, L 24). Die Warnow fließt unweit nördlich. Südöstlich verläuft die Bahnstrecke Bad Kleinen–Rostock.

## Sehenswürdigkeiten
In früheren Liste der Baudenkmale in Bützow war für Vierburg ein Baudenkmal aufgeführt:
- Die ehemalige Zollstation war später eine Gaststätte (mit Inschrift der Zollstation).

In der Denkmalliste von 2018 ist die Zollstation nicht mehr enthalten.